# Teleconferință
O teleconferință este o întâlnire în care participanții interacționează prin intermediul comunicațiilor audio și/sau video, în loc să fie fizic prezenți în același loc. Aceasta poate implica utilizarea telefonului, a aplicațiilor de videoconferință sau a altor mijloace de comunicare online pentru a permite oamenilor să discute și să colaboreze de la distanță.
În timpul perioadei comuniste, teleconferințele erau mult mai limitate în comparație cu tehnologia modernă disponibilă astăzi. Comunicațiile la distanță în acea perioadă se bazau în principal pe mijloacele tradiționale, cum ar fi telefoanele fixe și conferințele telefonice.